# Вімблдонський турнір 1975
Вімблдонський турнір 1975 проходив з 23 червня по 5 липня 1975 року на кортах Всеанглійського клубу лаун-тенісу і крокету в передмісті Лондона Вімблдоні. Це був 89-ий Вімблдонський чемпіонат, а також третій турнір Великого шолома з початку року.

## Огляд подій та досягнень
Артур Еш виграв Вімблдон уперше. Це був для нього третій (останній) одиночний титул Великого шолома.
Біллі Джин Кінг виграла 12-й (останній) одиночний титул Великого шолома (8-й у Відкриту еру) й шостий Вімблдон.

## Результати фінальних матчів

### Дорослі
| Одиночний розряд. Джентльмени Детальніше |                             |                    |
| Артур Еш                                 | Джиммі Коннорс              | 6–1, 6–1, 5–7, 6–4 |
|                                          |                             |                    |
| Одиночний розряд. Леді Детальніше        |                             |                    |
| Біллі Джин Кінг                          | Івонн Гулагонг Коулі        | 6–0, 6–1           |
|                                          |                             |                    |
| Парний розряд. Джентльмени Детальніше    |                             |                    |
| Вітас Ґерулайтіс Сенді Маєр              | Колін Даудсвелл Аллан Стоун | 7–5, 8–6, 6–4      |
|                                          |                             |                    |
| Парний розряд. Леді Детальніше           |                             |                    |
| Енн Кійомура Савамацу Кадзуко            | Франсуаз Дюрр Бетті Стеве   | 7–5, 1–6, 7–5      |
|                                          |                             |                    |
| Мікст Детальніше                         |                             |                    |
| Марті Ріссен Маргарет Корт               | Аллан Стоун Бетті Стеве     | 6–4, 7–5           |
|                                          |                             |                    |

### Юніори
| Одиночний розряд. Хлопці  |                  |          |
| Кріс Люїс                 | Рікардо Ікаса    | 6–1, 6–4 |
|                           |                  |          |
| Одиночний розряд. Дівчата |                  |          |
| Наташа Чмирьова           | Регіна Маршикова | 6–4, 6–3 |
|                           |                  |          |

## Виноски
1. ↑  Gentlemen's Singles Finals 1877-2017. wimbledon.com. Wimbledon Championships. Архів оригіналу за 15 лютого 2018. Процитовано 22 липня 2017.
2. ↑  Ladies' Singles Finals 1884-2017. wimbledon.com. Wimbledon Championships. Архів оригіналу за 15 липня 2018. Процитовано 22 липня 2017.
3. ↑  Gentlemen's Doubles Finals 1884-2017. wimbledon.com. Wimbledon Championships. Архів оригіналу за 14 жовтня 2017. Процитовано 22 липня 2017.
4. ↑  Ladies' Doubles Finals 1913-2017. wimbledon.com. Wimbledon Championships. Архів оригіналу за 15 липня 2018. Процитовано 22 липня 2017.
5. ↑  Mixed Doubles Finals 1913-2017. wimbledon.com. Wimbledon Championships. Архів оригіналу за 10 вересня 2017. Процитовано 22 липня 2017.
6. ↑  Boys' Singles Finals 1947-2017. wimbledon.com. Wimbledon Championships. Архів оригіналу за 13 серпня 2017. Процитовано 13 серпня 2017.
7. ↑  Girls' Singles Finals 1947-2017. wimbledon.com. Wimbledon Championships. Архів оригіналу за 14 червня 2018. Процитовано 13 серпня 2017.